# 荻堂顕
荻堂 顕（おぎどう あきら、1994年3月25日 - ）は、日本の小説家。日本推理作家協会会員。

## 経歴
世田谷区成城生まれ。早稲田大学系属早稲田実業学校中等部・高等部卒業。早稲田大学文化構想学部に入学し、在学中に小説家を志し小説を書き始める。初めての投稿で新潮ミステリー大賞の候補に残ったことをきっかけに、大学卒業後もライター業や格闘技ジムのインストラクターをしながら投稿を続け、『擬傷の鳥はつかまらない』（投稿時の原題『私たちの擬傷』）で第7回新潮ミステリー大賞を受賞しデビュー。ブラジリアン柔術の茶帯保持者。
2021年、『擬傷の鳥はつかまらない』で第7回新潮ミステリー大賞を受賞。新宿歌舞伎町で偽の身分を用意する「アリバイ屋」を営む女性を主人公にしたハードボイルド小説。新宿ゴールデン街でバーテンダーのアルバイトをしていた経験を生かしたリアルな描写とファンタジー要素の絡み合いが貴志祐介を中心とする審査員に評価された。
2022年、『ループ・オブ・ザ・コード』で第36回山本周五郎賞候補。反出生主義をテーマにしたサイエンス・フィクションで、「ポスト伊藤計劃」と小島秀夫らに激賞される。
2024年、『不夜島（ナイトランド）』で第77回日本推理作家協会賞（長編および連作短編集部門）を受賞。
2025年、『飽くなき地景』で第172回直木三十五賞候補、第12回高校生直木賞候補、第46回吉川英治文学新人賞受賞。

## 作品リスト

### 単行本
- 『擬傷の鳥はつかまらない』（新潮社、2021年1月 / 新潮文庫、2025年2月）
- 『ループ・オブ・ザ・コード』（新潮社、2022年8月）
- 『不夜島（ナイトランド）』（祥伝社、2023年12月）
- 『飽くなき地景』（KADOKAWA、2024年10月）

### 雑誌掲載作品等

#### 小説
- 「スモーク・オン・ザ・リバー」『小説新潮』2021年6月号
- 「ベイビー・ディレクター」『小説 野性時代」2021年9月号
- 「ヘイトレッド・シェイプド・シー」『小説新潮』2022年2月号
- 「ハードブレイク・ホテル」『小説新潮』2022年10月号
- 「ウィズ・マイ・ベスト・ショット」『小説新潮』2023年2月号
- 「落ちるのにうってつけの日」『小説新潮』2023年4月号
- 「ミート・ミー・オン・ザ・テーブル」『小説新潮』2023年10月号
- 「detach」『S-Fマガジン』2024年2月号